# 14e étape du Tour de France 2023
Pour un article plus général, voir Tour de France 2023.
La 14e étape du Tour de France 2023 se déroule le samedi 15 juillet 2023 entre Annemasse et Morzine, sur une distance de 151,8 kilomètres.

## Déroulement de la course
Dès le début de l'étape, la bagarre commence à l'avant du peloton, pour tenter de créer une échappée. Moins d'un quart d'heure après le départ, une chute collective se produit, des dizaines de coureurs tombent et la course est neutralisée. L'Espagnol Antonio Pedrero et le Sud-Africain Louis Meintjes sont contraints à l'abandon. Vingt-cinq minutes plus tard, un nouveau départ est donné par le directeur de la course Christian Prudhomme. Après plusieurs attaques, aucun coureur ne réussit à creuser l'écart. En queue de peloton, plusieurs coureurs pris dans la chute souffrent, dont Esteban Chaves (EF Education-EasyPost) qui abandonne à son tour. À moins de 135 km de l'arrivée, le Français Julian Alaphilippe attaque, il est accompagné du Letton Krists Neilands et du Néerlandais Lars van den Berg. Le trio est ensuite rejoint par le Kazakh Alexey Lutsenko et le Colombien Daniel Martínez. Au col de Saxel, km 18,7 (3e catégorie, 4,2 km à  4,6 %), Martínez passe en tête devant Alaphilippe. Dans la descente du col, le Français Romain Bardet chute ; blessé, il est contraint à l'abandon. 
Au pied du Col de Cou, km 35,3 (1re catégorie, 7 km à 7,4 %), ils sont vingt coureurs à s'être portés à l'avant et comptent une trentaine de secondes d'avance sur le peloton. C'est l'Italien Giulio Ciccone qui bascule en tête du sommet devant l'Américain Neilson Powless, maillot à pois, et Alaphilippe. Au début de la montée du col du Feu, km 52,7 (1re catégorie, 5,8 km à 7,8 %), trois hommes se portent en tête : les deux Espagnols Alex Aranburu et Gorka Izagirre et le Norvégien Tobias Johannessen. Un peu plus loin, ils sont remplacés par un nouveau trio composé de Thibaut Pinot, Ciccone et le Canadien Michael Woods. Au sommet, Ciccone devance Woods et l'Espagnol Mikel Landa. Sous l'impulsion de l'équipe Jumbo-Visma, le groupe maillot jaune se rapproche à près de vingt secondes des échappés. À l'approche du sprint intermédiaire situé au col de Jambaz (km 65,5), ils sont dix coureurs à être à l'avant. 
Au début de la montée du col de la Ramaz, km 101,6 (1re catégorie, 13,9 km à 7,1 %), Ciccone et Woods accélèrent. Après avoir été repris par le groupe maillot jaune, Pinot et Guillaume Martin qui étaient à la poursuite du duo de tête, sont distancés. À 57 km de l'arrivée, il n'y a plus d'échappés, la Jumbo-Visma qui roule à un rythme soutenu a repris tous les coureurs. Ils sont plusieurs à être distancés dont le Colombien Egan Bernal et l'Australien Jack Haig, le peloton compte désormais vingt et un éléments. Après le col de la Ramaz, le groupe maillot jaune plonge vers la descente emmené par les formations Jumbo-Visma et UAE Team Emirates, avec en point de mire le col de Joux Plane et ses bonifications, km 139,8 (hors catégorie, 11,6 km à 8,5 %). 
Au début de l'ascension du col de Joux Plane, le groupe maillot jaune compte une quinzaine de coureurs dont quatre Jumbo-Visma et quatre UAE Emirates. C'est le Polonais Rafał Majka qui prend la tête du groupe devant Kuss, Vingegaard, Pogačar et Adam Yates. À 9 km du sommet, ils ne sont plus que sept coureurs à l'avant de la course. Majka se relève pour laisser place à la Jumbo-Visma. C'est Sepp Kuss qui mène le plus souvent le train devant son leader Vingegaard jusqu'à 4,7 km du sommet lorsque Adam Yates accélère suivi par son leader Tadej Pogačar et Vingegaard. Les deux derniers éléments du groupe, Kuss et Carlos Rodríguez, lâchent prise. Un kilomètre plus loin, Pogačar attaque et prend quelques secondes d'avance sur Vingegaard mais le maillot jaune danois revient sur le Slovène à 1,6 km du sommet. Pogačar tente encore une attaque fulgurante à 500 mètres du sommet, mais il est gêné et stoppé dans son effort par des motos et un public venu en nombre le long de la route,. Vingegaard passe le col en tête devant Pogačar puis le duo temporise dans la descente permettant le retour de Carlos Rodríguez qui profite de la rivalité des maillots jaune et blanc pour prendre quelques secondes d'avance et filer vers la victoire à Morzine devant Pogačar et Vingegaard.

## Résultats
Cette section présente les résultats et prix obtenus au cours de l'étape.

### Classement de l'étape
| Classement de la 14e étape | Classement de la 14e étape | Classement de la 14e étape | Classement de la 14e étape | Classement de la 14e étape |
|                            | Coureur                    | Pays                       | Équipe                     | Temps                      |
| -------------------------- | -------------------------- | -------------------------- | -------------------------- | -------------------------- |
| 1er                        | Carlos Rodríguez           | Espagne                    | Ineos Grenadiers           | en 3 h 58 min 45 s         |
| 2e                         | Tadej Pogačar              | Slovénie                   | UAE Team Emirates          | + 5 s                      |
| 3e                         | Jonas Vingegaard           | Danemark                   | Jumbo-Visma                | + 5 s                      |
| 4e                         | Adam Yates                 | Royaume-Uni                | UAE Team Emirates          | + 10 s                     |
| 5e                         | Sepp Kuss                  | États-Unis                 | Jumbo-Visma                | + 57 s                     |
| 6e                         | Jai Hindley                | Australie                  | Bora-Hansgrohe             | + 1 min 46 s               |
| 7e                         | Felix Gall                 | Autriche                   | AG2R Citroën Team          | + 1 min 46 s               |
| 8e                         | Pello Bilbao               | Espagne                    | Bahrain Victorious         | + 3 min 19 s               |
| 9e                         | Simon Yates                | Royaume-Uni                | Team Jayco AlUla           | + 3 min 21 s               |
| 10e                        | Guillaume Martin           | France                     | Cofidis                    | + 5 min 57 s               |
| modifier                   |                            |                            |                            |                            |

### Bonifications en temps
|   | Coureur          | Pays     | Équipe            | Secondes |
| - | ---------------- | -------- | ----------------- | -------- |
| 1 | Jonas Vingegaard | Danemark | Jumbo-Visma       | 8 s      |
| 2 | Tadej Pogačar    | Slovénie | UAE Team Emirates | 5 s      |
| 3 | Carlos Rodríguez | Espagne  | Ineos Grenadiers  | 2 s      |

|   | Coureur          | Pays     | Équipe            | Secondes |
| - | ---------------- | -------- | ----------------- | -------- |
| 1 | Carlos Rodríguez | Espagne  | Ineos Grenadiers  | 10 s     |
| 2 | Tadej Pogačar    | Slovénie | UAE Team Emirates | 6 s      |
| 3 | Jonas Vingegaard | Danemark | Jumbo-Visma       | 4 s      |

### Points attribués
| Sprint intermédiaire Col de Jambaz (km 65,5) | Sprint intermédiaire Col de Jambaz (km 65,5) | Sprint intermédiaire Col de Jambaz (km 65,5) | Sprint intermédiaire Col de Jambaz (km 65,5) | Sprint intermédiaire Col de Jambaz (km 65,5) |
| -------------------------------------------- | -------------------------------------------- | -------------------------------------------- | -------------------------------------------- | -------------------------------------------- |
|                                              | Coureur                                      | Pays                                         | Équipe                                       | Point(s)                                     |
| 1er                                          | Giulio Ciccone                               | Italie                                       | Lidl-Trek                                    | 20                                           |
| 2e                                           | Alex Aranburu                                | Espagne                                      | Movistar Team                                | 17                                           |
| 3e                                           | Michael Woods                                | Canada                                       | Israel-Premier Tech                          | 15                                           |
| 4e                                           | Guillaume Martin                             | France                                       | Cofidis                                      | 13                                           |
| 5e                                           | Daniel Martínez                              | Colombie                                     | Ineos Grenadiers                             | 11                                           |
| 6e                                           | Wout Poels                                   | Pays-Bas                                     | Bahrain Victorious                           | 10                                           |
| 7e                                           | Hugo Houle                                   | Canada                                       | Israel-Premier Tech                          | 9                                            |
| 8e                                           | Thibaut Pinot                                | France                                       | Groupama-FDJ                                 | 8                                            |
| 9e                                           | Gorka Izagirre                               | Espagne                                      | Movistar Team                                | 7                                            |
| 10e                                          | Alexey Lutsenko                              | Kazakhstan                                   | Astana Qazaqstan Team                        | 6                                            |
| 11e                                          | Mikel Landa                                  | Espagne                                      | Bahrain Victorious                           | 5                                            |
| 12e                                          | Christophe Laporte                           | France                                       | Jumbo-Visma                                  | 4                                            |
| 13e                                          | Nathan Van Hooydonck                         | Belgique                                     | Jumbo-Visma                                  | 3                                            |
| 14e                                          | Wout van Aert                                | Belgique                                     | Jumbo-Visma                                  | 2                                            |
| 15e                                          | Wilco Kelderman                              | Pays-Bas                                     | Jumbo-Visma                                  | 1                                            |
| modifier                                     |                                              |                                              |                                              |                                              |

| Arrivée d'étape Morzine - Les Portes du Soleil (km 151,8) | Arrivée d'étape Morzine - Les Portes du Soleil (km 151,8) | Arrivée d'étape Morzine - Les Portes du Soleil (km 151,8) | Arrivée d'étape Morzine - Les Portes du Soleil (km 151,8) | Arrivée d'étape Morzine - Les Portes du Soleil (km 151,8) |
| --------------------------------------------------------- | --------------------------------------------------------- | --------------------------------------------------------- | --------------------------------------------------------- | --------------------------------------------------------- |
|                                                           | Coureur                                                   | Pays                                                      | Équipe                                                    | Point(s)                                                  |
| 1er                                                       | Carlos Rodríguez                                          | Espagne                                                   | Ineos Grenadiers                                          | 20                                                        |
| 2e                                                        | Tadej Pogačar                                             | Slovénie                                                  | UAE Team Emirates                                         | 17                                                        |
| 3e                                                        | Jonas Vingegaard                                          | Danemark                                                  | Jumbo-Visma                                               | 15                                                        |
| 4e                                                        | Adam Yates                                                | Royaume-Uni                                               | UAE Team Emirates                                         | 13                                                        |
| 5e                                                        | Sepp Kuss                                                 | États-Unis                                                | Jumbo-Visma                                               | 11                                                        |
| 6e                                                        | Jai Hindley                                               | Australie                                                 | Bora-Hansgrohe                                            | 10                                                        |
| 7e                                                        | Felix Gall                                                | Autriche                                                  | AG2R Citroën Team                                         | 9                                                         |
| 8e                                                        | Pello Bilbao                                              | Espagne                                                   | Bahrain Victorious                                        | 8                                                         |
| 9e                                                        | Simon Yates                                               | Royaume-Uni                                               | Team Jayco AlUla                                          | 7                                                         |
| 10e                                                       | Guillaume Martin                                          | France                                                    | Cofidis                                                   | 6                                                         |
| 11e                                                       | David Gaudu                                               | France                                                    | Groupama-FDJ                                              | 5                                                         |
| 12e                                                       | Tom Pidcock                                               | Royaume-Uni                                               | Ineos Grenadiers                                          | 4                                                         |
| 13e                                                       | Emanuel Buchmann                                          | Allemagne                                                 | Bora-Hansgrohe                                            | 3                                                         |
| 14e                                                       | Rafał Majka                                               | Pologne                                                   | UAE Team Emirates                                         | 2                                                         |
| 15e                                                       | Jonathan Castroviejo                                      | Espagne                                                   | Ineos Grenadiers                                          | 1                                                         |
| modifier                                                  |                                                           |                                                           |                                                           |                                                           |

### Cols et côtes
| Col de Saxel (km 18,7) 3e catégorie (4,2 km à 4,6 %) | Col de Saxel (km 18,7) 3e catégorie (4,2 km à 4,6 %) | Col de Saxel (km 18,7) 3e catégorie (4,2 km à 4,6 %) | Col de Saxel (km 18,7) 3e catégorie (4,2 km à 4,6 %) | Col de Saxel (km 18,7) 3e catégorie (4,2 km à 4,6 %) |
| ---------------------------------------------------- | ---------------------------------------------------- | ---------------------------------------------------- | ---------------------------------------------------- | ---------------------------------------------------- |
|                                                      | Coureur                                              | Pays                                                 | Équipe                                               | Point(s)                                             |
| 1er                                                  | Daniel Martínez                                      | Colombie                                             | Ineos Grenadiers                                     | 2                                                    |
| 2e                                                   | Julian Alaphilippe                                   | France                                               | Soudal Quick-Step                                    | 1                                                    |
| modifier                                             |                                                      |                                                      |                                                      |                                                      |

| Col de Cou (km 35,3) 1re catégorie (7,0 km à 7,4 %) | Col de Cou (km 35,3) 1re catégorie (7,0 km à 7,4 %) | Col de Cou (km 35,3) 1re catégorie (7,0 km à 7,4 %) | Col de Cou (km 35,3) 1re catégorie (7,0 km à 7,4 %) | Col de Cou (km 35,3) 1re catégorie (7,0 km à 7,4 %) |
| --------------------------------------------------- | --------------------------------------------------- | --------------------------------------------------- | --------------------------------------------------- | --------------------------------------------------- |
|                                                     | Coureur                                             | Pays                                                | Équipe                                              | Point(s)                                            |
| 1er                                                 | Giulio Ciccone                                      | Italie                                              | Lidl-Trek                                           | 10                                                  |
| 2e                                                  | Neilson Powless                                     | États-Unis                                          | EF Education-EasyPost                               | 8                                                   |
| 3e                                                  | Julian Alaphilippe                                  | France                                              | Soudal Quick-Step                                   | 6                                                   |
| 4e                                                  | Thibaut Pinot                                       | France                                              | Groupama-FDJ                                        | 4                                                   |
| 5e                                                  | Daniel Martínez                                     | Colombie                                            | Ineos Grenadiers                                    | 2                                                   |
| 6e                                                  | Mikel Landa                                         | Espagne                                             | Bahrain Victorious                                  | 1                                                   |
| modifier                                            |                                                     |                                                     |                                                     |                                                     |

| Col du Feu (km 52,7) 1re catégorie (5,8 km à 7,8 %) | Col du Feu (km 52,7) 1re catégorie (5,8 km à 7,8 %) | Col du Feu (km 52,7) 1re catégorie (5,8 km à 7,8 %) | Col du Feu (km 52,7) 1re catégorie (5,8 km à 7,8 %) | Col du Feu (km 52,7) 1re catégorie (5,8 km à 7,8 %) |
| --------------------------------------------------- | --------------------------------------------------- | --------------------------------------------------- | --------------------------------------------------- | --------------------------------------------------- |
|                                                     | Coureur                                             | Pays                                                | Équipe                                              | Point(s)                                            |
| 1er                                                 | Giulio Ciccone                                      | Italie                                              | Lidl-Trek                                           | 10                                                  |
| 2e                                                  | Michael Woods                                       | Canada                                              | Israel-Premier Tech                                 | 8                                                   |
| 3e                                                  | Mikel Landa                                         | Espagne                                             | Bahrain Victorious                                  | 6                                                   |
| 4e                                                  | Thibaut Pinot                                       | France                                              | Groupama-FDJ                                        | 4                                                   |
| 5e                                                  | Wout Poels                                          | Pays-Bas                                            | Bahrain Victorious                                  | 2                                                   |
| 6e                                                  | Alex Aranburu                                       | Espagne                                             | Movistar Team                                       | 1                                                   |
| modifier                                            |                                                     |                                                     |                                                     |                                                     |

| Col de la Ramaz (km 101,6) 1re catégorie (13,9 km à 7,1 %) | Col de la Ramaz (km 101,6) 1re catégorie (13,9 km à 7,1 %) | Col de la Ramaz (km 101,6) 1re catégorie (13,9 km à 7,1 %) | Col de la Ramaz (km 101,6) 1re catégorie (13,9 km à 7,1 %) | Col de la Ramaz (km 101,6) 1re catégorie (13,9 km à 7,1 %) |
| ---------------------------------------------------------- | ---------------------------------------------------------- | ---------------------------------------------------------- | ---------------------------------------------------------- | ---------------------------------------------------------- |
|                                                            | Coureur                                                    | Pays                                                       | Équipe                                                     | Point(s)                                                   |
| 1er                                                        | Wout van Aert                                              | Belgique                                                   | Jumbo-Visma                                                | 10                                                         |
| 2e                                                         | Wilco Kelderman                                            | Pays-Bas                                                   | Jumbo-Visma                                                | 8                                                          |
| 3e                                                         | Jonas Vingegaard                                           | Danemark                                                   | Jumbo-Visma                                                | 6                                                          |
| 4e                                                         | Tadej Pogačar                                              | Slovénie                                                   | UAE Team Emirates                                          | 4                                                          |
| 5e                                                         | Rafał Majka                                                | Pologne                                                    | UAE Team Emirates                                          | 2                                                          |
| 6e                                                         | Sepp Kuss                                                  | États-Unis                                                 | Jumbo-Visma                                                | 1                                                          |
| modifier                                                   |                                                            |                                                            |                                                            |                                                            |

| \| Col de Joux Plane (km 139,8) Hors catégorie (11,6 km à 8,5 %) \| Col de Joux Plane (km 139,8) Hors catégorie (11,6 km à 8,5 %) \| Col de Joux Plane (km 139,8) Hors catégorie (11,6 km à 8,5 %) \| Col de Joux Plane (km 139,8) Hors catégorie (11,6 km à 8,5 %) \| Col de Joux Plane (km 139,8) Hors catégorie (11,6 km à 8,5 %) \| \| ------------------------------------------------------------- \| ------------------------------------------------------------- \| ------------------------------------------------------------- \| ------------------------------------------------------------- \| ------------------------------------------------------------- \| \| \| Coureur \| Pays \| Équipe \| Point(s) \| \| 1er \| Jonas Vingegaard \| Danemark \| Jumbo-Visma \| 20 \| \| 2e \| Tadej Pogačar \| Slovénie \| UAE Team Emirates \| 15 \| \| 3e \| Carlos Rodríguez \| Espagne \| Ineos Grenadiers \| 12 \| \| 4e \| Adam Yates \| Royaume-Uni \| UAE Team Emirates \| 10 \| \| 5e \| Sepp Kuss \| États-Unis \| Jumbo-Visma \| 8 \| \| 6e \| Jai Hindley \| Australie \| Bora-Hansgrohe \| 6 \| \| 7e \| Felix Gall \| Autriche \| AG2R Citroën Team \| 4 \| \| 8e \| Simon Yates \| Royaume-Uni \| Team Jayco AlUla \| 2 \| \| modifier \| \| \| \| \| |                  |             |                   |          |
| Col de Joux Plane (km 139,8) Hors catégorie (11,6 km à 8,5 %) |                  |             |                   |          |
| | Coureur          | Pays        | Équipe            | Point(s) |
| 1er | Jonas Vingegaard | Danemark    | Jumbo-Visma       | 20       |
| 2e | Tadej Pogačar    | Slovénie    | UAE Team Emirates | 15       |
| 3e | Carlos Rodríguez | Espagne     | Ineos Grenadiers  | 12       |
| 4e | Adam Yates       | Royaume-Uni | UAE Team Emirates | 10       |
| 5e | Sepp Kuss        | États-Unis  | Jumbo-Visma       | 8        |
| 6e | Jai Hindley      | Australie   | Bora-Hansgrohe    | 6        |
| 7e | Felix Gall       | Autriche    | AG2R Citroën Team | 4        |
| 8e | Simon Yates      | Royaume-Uni | Team Jayco AlUla  | 2        |
| modifier |                  |             |                   |          |

### Prix de la combativité
- Giulio Ciccone (Lidl-Trek)

## Classements à l'issue de l'étape
Cette section présente le classement général et les différents classements annexes à l'issue de l'étape.

### Classement général
| Classement général | Classement général | Classement général | Classement général | Classement général  |
|                    | Coureur            | Pays               | Équipe             | Temps               |
| ------------------ | ------------------ | ------------------ | ------------------ | ------------------- |
| 1er                | Jonas Vingegaard   | Danemark           | Jumbo-Visma        | en 57 h 47 min 28 s |
| 2e                 | Tadej Pogačar      | Slovénie           | UAE Team Emirates  | + 10 s              |
| 3e                 | Carlos Rodríguez   | Espagne            | Ineos Grenadiers   | + 4 min 43 s        |
| 4e                 | Jai Hindley        | Australie          | Bora-Hansgrohe     | + 4 min 44 s        |
| 5e                 | Adam Yates         | Royaume-Uni        | UAE Team Emirates  | + 5 min 20 s        |
| 6e                 | Sepp Kuss          | États-Unis         | Jumbo-Visma        | + 8 min 15 s        |
| 7e                 | Simon Yates        | Royaume-Uni        | Team Jayco AlUla   | + 8 min 32 s        |
| 8e                 | Pello Bilbao       | Espagne            | Bahrain Victorious | + 8 min 51 s        |
| 9e                 | Felix Gall         | Autriche           | AG2R Citroën Team  | + 12 min 26 s       |
| 10e                | David Gaudu        | France             | Groupama-FDJ       | + 12 min 56 s       |
| modifier           |                    |                    |                    |                     |

| Classement par points | Classement par points | Classement par points | Classement par points    | Classement par points |
| --------------------- | --------------------- | --------------------- | ------------------------ | --------------------- |
|                       | Coureur               | Pays                  | Équipe                   | Point(s)              |
| 1er                   | Jasper Philipsen      | Belgique              | Alpecin-Deceuninck       | 323 points            |
| 2e                    | Mads Pedersen         | Danemark              | Lidl-Trek                | 179 pts               |
| 3e                    | Bryan Coquard         | France                | Cofidis                  | 178 pts               |
| 4e                    | Tadej Pogačar         | Slovénie              | UAE Team Emirates        | 129 pts               |
| 5e                    | Wout van Aert         | Belgique              | Jumbo-Visma              | 122 pts               |
| 6e                    | Jordi Meeus           | Belgique              | Bora-Hansgrohe           | 96 pts                |
| 7e                    | Dylan Groenewegen     | Pays-Bas              | Team Jayco AlUla         | 92 pts                |
| 8e                    | Biniam Girmay         | Érythrée              | Intermarché-Circus-Wanty | 90 pts                |
| 9e                    | Michael Woods         | Canada                | Israel-Premier Tech      | 81 pts                |
| 10e                   | Victor Lafay          | France                | Cofidis                  | 80 pts                |
| modifier              |                       |                       |                          |                       |

| Classement du meilleur grimpeur | Classement du meilleur grimpeur | Classement du meilleur grimpeur | Classement du meilleur grimpeur | Classement du meilleur grimpeur |
| ------------------------------- | ------------------------------- | ------------------------------- | ------------------------------- | ------------------------------- |
|                                 | Coureur                         | Pays                            | Équipe                          | Point(s)                        |
| 1er                             | Jonas Vingegaard                | Danemark                        | Jumbo-Visma                     | 54 points                       |
| 2e                              | Neilson Powless                 | États-Unis                      | EF Education-EasyPost           | 54 pts                          |
| 3e                              | Tadej Pogačar                   | Slovénie                        | UAE Team Emirates               | 48 pts                          |
| 4e                              | Giulio Ciccone                  | Italie                          | Lidl-Trek                       | 42 pts                          |
| 5e                              | Felix Gall                      | Autriche                        | AG2R Citroën Team               | 32 pts                          |
| 6e                              | Jai Hindley                     | Australie                       | EF Education-EasyPost           | 31 pts                          |
| 7e                              | Michał Kwiatkowski              | Pologne                         | Ineos Grenadiers                | 30 pts                          |
| 8e                              | Tobias Halland Johannessen      | Norvège                         | Uno-X Pro Cycling Team          | 30 pts                          |
| 9e                              | Michael Woods                   | Canada                          | Israel-Premier Tech             | 28 pts                          |
| 10e                             | Wout van Aert                   | Belgique                        | Jumbo-Visma                     | 25 pts                          |
| modifier                        |                                 |                                 |                                 |                                 |

| Classement général du meilleur jeune | Classement général du meilleur jeune | Classement général du meilleur jeune | Classement général du meilleur jeune | Classement général du meilleur jeune |
|                                      | Coureur                              | Pays                                 | Équipe                               | Temps                                |
| ------------------------------------ | ------------------------------------ | ------------------------------------ | ------------------------------------ | ------------------------------------ |
| 1er                                  | Tadej Pogačar                        | Slovénie                             | UAE Team Emirates                    | en 57 h 47 min 38 s                  |
| 2e                                   | Carlos Rodríguez                     | Espagne                              | Ineos Grenadiers                     | + 4 min 33 s                         |
| 3e                                   | Felix Gall                           | Autriche                             | AG2R Citroën Team                    | + 12 min 16 s                        |
| 4e                                   | Tom Pidcock                          | Royaume-Uni                          | Ineos Grenadiers                     | + 14 min 12 s                        |
| 5e                                   | Mathieu Burgaudeau                   | France                               | TotalEnergies                        | + 1 h 24 min 16 s                    |
| 6e                                   | Mattias Skjelmose Jensen             | Norvège                              | Lidl-Trek                            | + 1 h 24 min 37 s                    |
| 7e                                   | Tobias Halland Johannessen           | Norvège                              | Uno-X Pro Cycling Team               | + 1 h 42 min 10 s                    |
| 8e                                   | Matteo Jorgenson                     | États-Unis                           | Movistar Team                        | + 1 h 48 min 28 s                    |
| 9e                                   | Maxim Van Gils                       | Belgique                             | Lotto Dstny                          | + 1 h 56 min 59 s                    |
| 10e                                  | Clément Champoussin                  | France                               | Arkéa-Samsic                         | + 2 h 11 min 26 s                    |
| modifier                             |                                      |                                      |                                      |                                      |

| Classement par équipes | Classement par équipes | Classement par équipes | Classement par équipes |
|                        | Équipe                 | Pays                   | Temps                  |
| ---------------------- | ---------------------- | ---------------------- | ---------------------- |
| 1re                    | Ineos Grenadiers       | Royaume-Uni            | en 173 h 57 min 6 s    |
| 2e                     | Jumbo-Visma            | Pays-Bas               | + 7 min 25 s           |
| 3e                     | UAE Team Emirates      | Émirats arabes unis    | + 10 min 48 s          |
| 4e                     | Bahrain Victorious     | Bahreïn                | + 22 min 26 s          |
| 5e                     | Groupama-FDJ           | France                 | + 40 min 21 s          |
| 6e                     | Bora-Hansgrohe         | Allemagne              | + 1 h 1 min 27 s       |
| 7e                     | AG2R Citroën Team      | France                 | + 1 h 5 min 20 s       |
| 8e                     | Movistar Team          | Espagne                | + 2 h 17 min 7 s       |
| 9e                     | Team Jayco AlUla       | Australie              | + 2 h 36 min 58 s      |
| 10e                    | Cofidis                | France                 | + 2 h 49 min 28 s      |
| modifier               |                        |                        |                        |

## Abandons
Sept coureurs ont abandonné lors de la 14e étape :
- Esteban Chaves (EF Education-EasyPost) : abandon ;
- James Shaw (EF Education-EasyPost) : abandon ;
- Ramon Sinkeldam (Alpecin-Deceuninck) : abandon ;
- Louis Meintjes (Intermarché-Circus-Wanty) : abandon ;
- Ruben Guerreiro (Movistar Team) : abandon ;
- Antonio Pedrero (Movistar Team) : abandon ;
- Romain Bardet (Team DSM-Firmenich) : abandon.